# Thysania agrippina
Thysania agrippina là một loài bướm đêm trong họ Erebidae.

## Hình ảnh

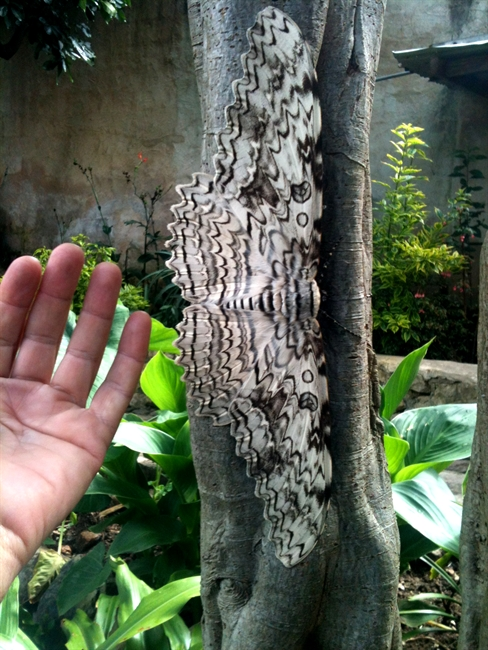
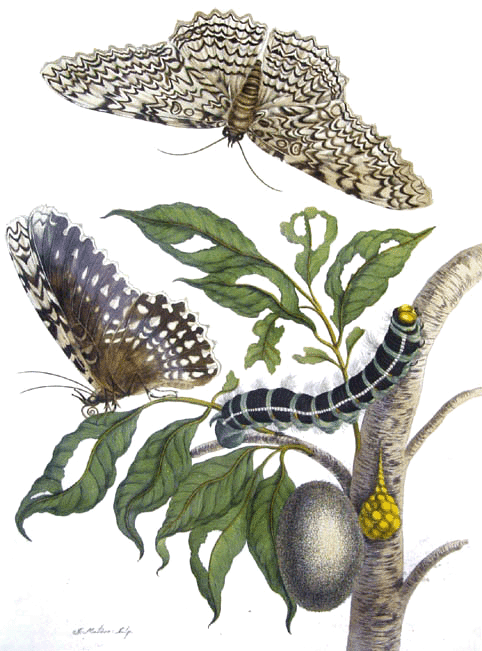
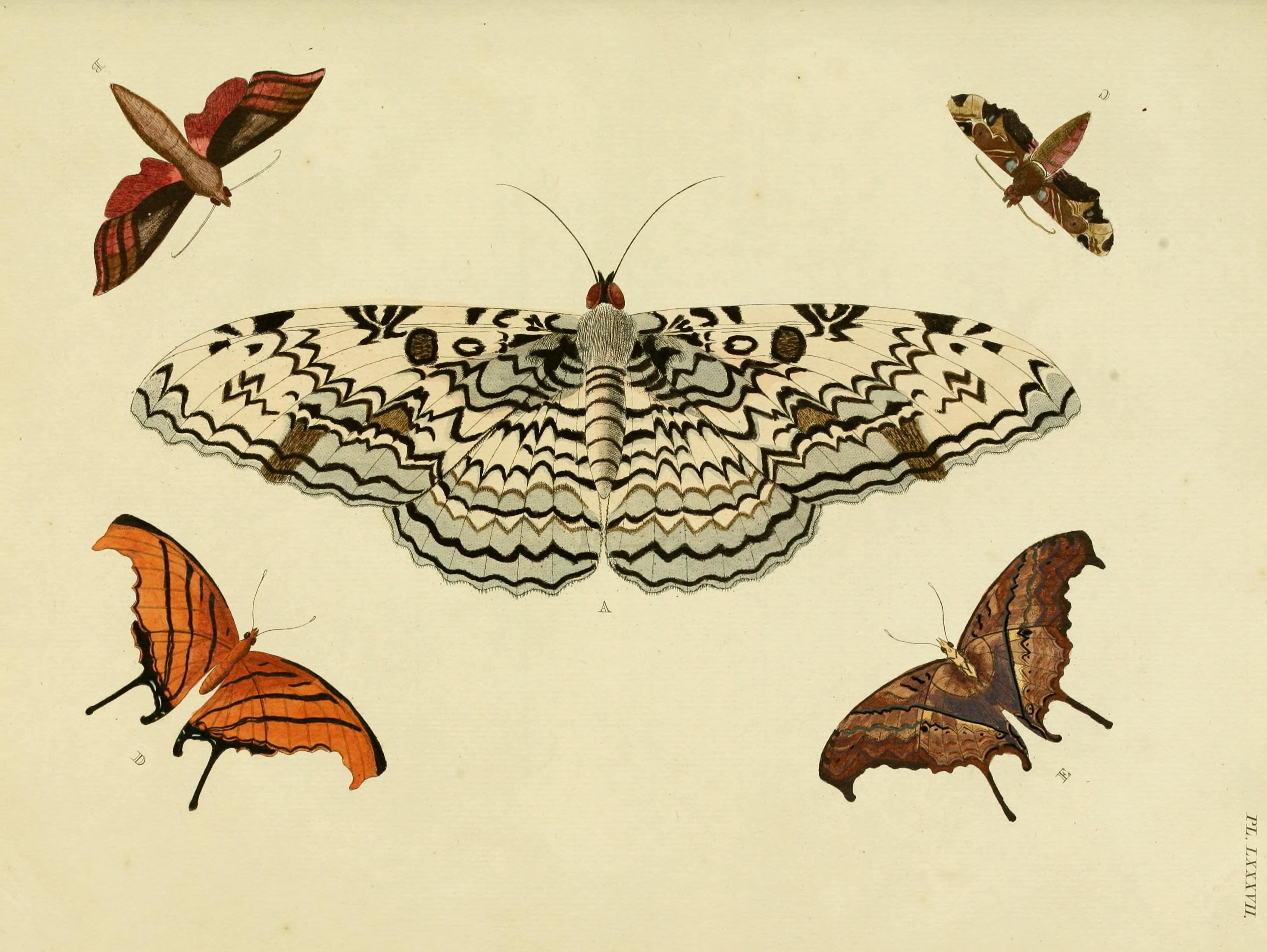
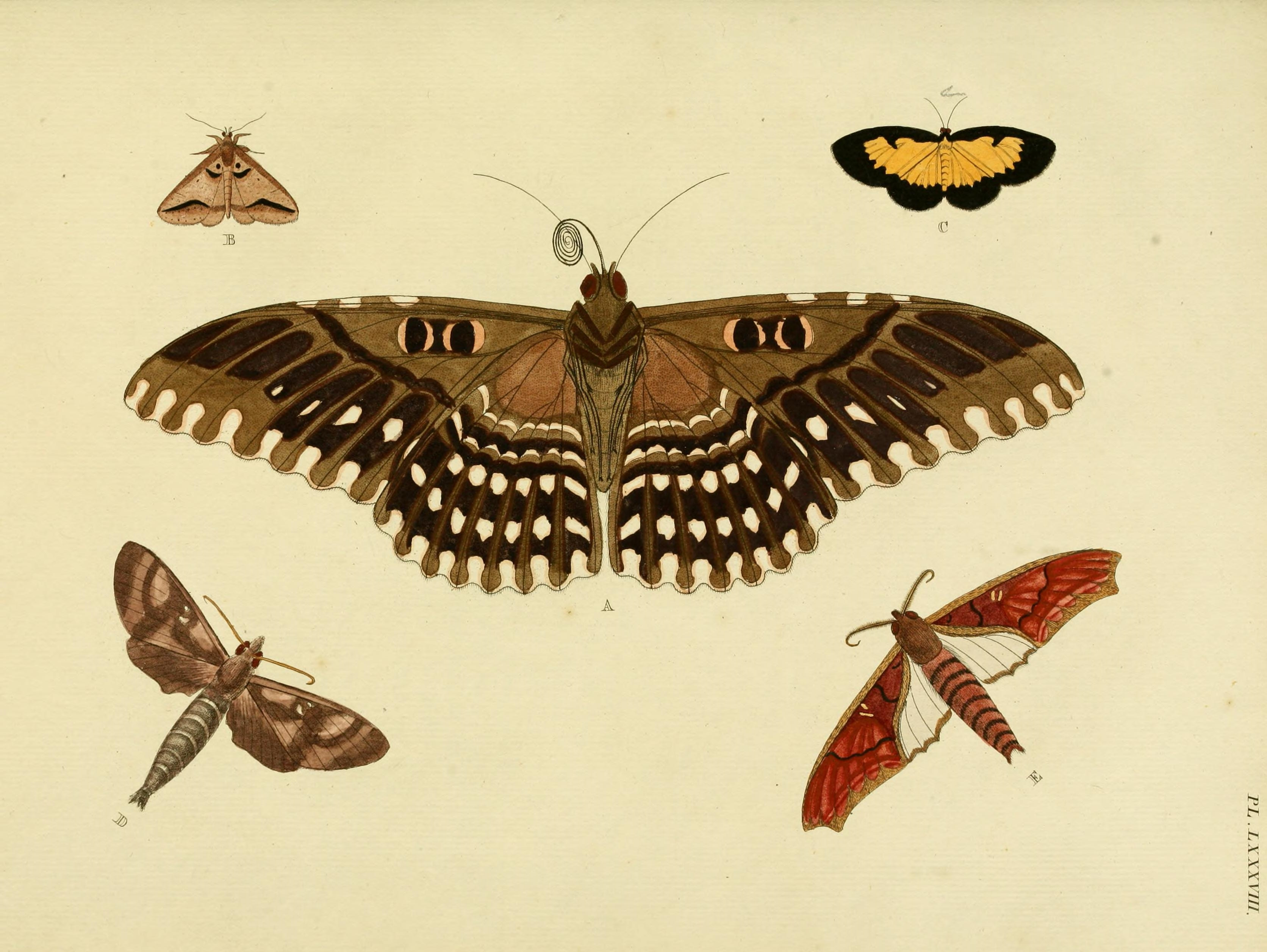